# Deepak Tijori
Deepak Tijori, né le 28 août 1961 à Mumbai, est un acteur et réalisateur indien de Bollywood. Il compte plus de 35 films en tant qu'acteur et il a fait ses débuts en 2003 en tant que réalisateur. En 2005, il a réalisé le film Fareb, réunissant les sœurs Shilpa Shetty et Shamita Shetty. Il a également côtoyé de célèbres acteurs tels que Shahrukh Khan dans Kabhi Haan Kabhi Naa (1993), Anjaam (1994) et Baadshah (1999).

## Carrière

### Acteur
Il apparaît pour la première fois à l'écran dans Krodh (1990) dans un second rôle. Dans les années 1990, ce sont les seconds rôles qui lui collent à la peau mais qui en font un acteur solide et reconnu. On le voit dans Aashiqui (1990), Jo Jeeta Wohi Sikandar (1992), Khiladi (1992), Kabhi Haan Kabhi Naa (1993) et Anjaam (1994). C'est en 1993 que Tijori décroche son premier rôle principal dans Pehla Nasha, qui ne fut pas bien classé dans le box office. Son dernier rôle principal date de 2004 dans Popcorn Khao! Mast Ho Jao (2004).

### Réalisateur
Tijori réalise son premier film intitulé Oops! en 2003, pour lequel il est également producteur et scénariste. En 2005, il réalise Fareb, réunissant les sœurs Shilpa et Shamita Shetty.
Son prochain film s'intitule Bhaag Johnny qui mettra en scène Karan Singh Grover, personnalité célèbre de la télévision indienne. 
Son dernier film est FOX avec Sunny Deol et Arjun Rampal.

## Filmographie sélective

### Comme acteur
- Aashiqui (1990)
- Dil Hai Ke Manta Nahin  (1991)
- Jo Jeeta Wohi Sikandar (1992) : Shekhar Malhotra
- Sadak (1992)
- Khiladi (1992) : Bonny
- Pehla Nasha (1993)
- Kabhi Haan Kabhi Naa (1993) : Chris
- Anjaam (1994) : Ashok Chopra
- Saajan Ka Ghar
- Bombay Blue (1998)
- Ghulam (1998) : Charlie
- Yeh Hai Mumbai Meri Jaan (1999)
- Baadshah (1999) : Commissaire Deepak Malhotra
- Vaastav: The Reality (1999) : Inspecteur Kishore Kadam
- Dulhan Hum Le Jayenge (2000)
- Ghaav: The Wound (2002) : Vicky
- Pyaar Diwana Hota Hai (2002) : Riaz
- Yeh Kaisi Mohabbat (2002) : Vijay Pal
- Hathyar (2002) : Kishore Kadam
- Popcorn Khao! Mast Ho Jao (2004) : Père de Sonia

### Comme réalisateur
- Oops! (2003)
- Khamoshh... Khauff Ki Raat (2005)
- Fareb (2005)
- Tom, Dick, and Harry (2006)
- Fox (2009)
- Do Lafzon Ki Kahani (2016)
- Tom Dick and Harry Returns (2021)
- Tipppsy (2022)